# Wald- und Moorlandschaft um den Röggeliner See
Wald- und Moorlandschaft um den Röggeliner See este o arie protejată (arie specială de conservare — SAC, sit de importanță comunitară — SCI) din Germania întinsă pe o suprafață de 1.361 ha, integral pe uscat.

## Localizare
Centrul sitului Wald- und Moorlandschaft um den Röggeliner See este situat la coordonatele 53°43′22″N 10°57′43″E / 53.7228°N 10.9619°E.

## Înființare
Situl Wald- und Moorlandschaft um den Röggeliner See a fost declarat sit de importanță comunitară în aprilie 2004 pentru a proteja 7 specii de animale. Situl a fost protejat și ca arie specială de conservare în august 2016.

## Biodiversitate
Situată în ecoregiunea continentală, aria protejată conține 8 habitate naturale: Ape stătătoare oligotrofe până la mezotrofe, cu vegetație de Littorelletea uniflorae și/sau de Isoëto-Nanojuncetea, Lacuri eutrofice naturale cu vegetație de tip Magnopotamion sau Hydrocharition, Lacuri și iazuri distrofice naturale, Pajiști cu Molinia pe soluri calcaroase, turboase sau argilos-nămoloase (Molinion caeruleae), Fânețe de joasă altitudine (Alopecurus pratensis, Sanguisorba officinalis), Mlaștini turboase de tranziție și turbării mișcătoare, Păduri de fag Luzulo-Fagetum, Păduri de fag Asperulo-Fagetum.
La baza desemnării sitului se află mai multe specii protejate:
- amfibieni (2): buhai de baltă cu burta roșie (Bombina bombina), triton cu creastă (Triturus cristatus)
- mamifere (1): vidră de râu (Lutra lutra)
- nevertebrate (3): Anisus vorticulus, libelule (Leucorrhinia pectoralis), Vertigo moulinsiana
- pești (1): țipar (Misgurnus fossilis)